# Madu
Ein Madu (auch Maru, Singauta oder Fakir’s Horns) ist eine mittelalterliche Angriffs- und Verteidigungswaffe aus Indien.

## Beschreibung
Der Madu (Schild) besteht aus den Hörnern von Antilopen. Sie sind parallel nebeneinander befestigt, wobei die Hornspitzen gegeneinander ausgerichtet sind, sodass jeweils eine Spitze in eine andere Richtung zeigt. Beide Hörner sind durch zwei Stege aus Eisen miteinander verbunden, wobei etwas Abstand eingehalten wird, um Platz für die Hand zu bieten. In der Regel wird in der Mitte, dort wo eines der Hörner als Griff dient, ein kleiner Schild angebracht. Der Schild besteht aus Eisen oder aus Leder.
An manchen Madus sind an den Hornenden metallene Spitzen angebracht, die scharf geschliffen sind.
Es gibt auch eine mit dem Madu verwandte Version ohne Schild. Diese nennt man „Hörner des Fakirs“ (engl. Fakirs's Horns). Die stumpfen Enden der Hörner sind oft mit metallenen Kappen abgedeckt, die in Form von Tierköpfen gestaltet sind.

## Verwendung
Der Madu dient im Kampf als Verteidigungs- und Angriffswaffe. Während man in der rechten Hand beispielsweise einen Säbel führt, nimmt man den Madu in die linke Hand. Mit dem Schild und den Hörnern ist es möglich, gegnerische Säbelhiebe abzuwehren. Ist der Gegner durch einen Angriff abgelenkt, ist es möglich, mit den Hörnerspitzen zuzustechen. Die „Hörner des Fakirs“ sind fast identisch mit dem Madu; bis auf den fehlenden Schild. Sie wurden von Fakiren benutzt, da es diesen verboten war, Waffen zu tragen. Diese „Hörner des Fakirs“ galten im alten Indien nicht als Waffe.